# 박닌 원정
박닌 원정(프랑스어: Bắc Ninh Campaign, 1884년 3월 6일 ~ 3월 24일)은 프랑스가 통킹 원정을 하는 동안 베트남 북부의 프랑스군과 청나라군 사이의 일련의 충돌 중 하나였다. 청불 전쟁(1884년 8월 ~ 1885년 4월)에 앞서 선전포고 되지 않은 적대행위 기간에 벌어진 전투이다. 프랑스의 박닌 점령과 청나라 광서군의 완패로 끝났다.

## 배경
1883년 12월, 프랑스는 선떠이에서 승리를 거두었다. 1884년 3월, 프랑스군은 샤를 테오도르 밀로 장군의 지휘하에 통킹에서 공세를 재개했다. 1884년 2월, 아메데 쿠르베 제독으로부터 육상 원정에 대한 책임을 맡은 것이다. 프랑스와 아프리카 식민지에서 온 증원군들은 이제 10,000명 이상의 통킹 원정 여단 병력으로 모집되었고, 밀로는 이 병력을 2개의 여단으로 조직했다. 1여단은 앞서 세네갈 총독으로 명성을 얻은 루이 브리에르 드 리즐 장군의 지휘를 받았으며, 2여단은 카리스마 넘치는 외국 식민지의 젊은 장군 프랑수아 드 네그리에가 지휘했다. 그는 최근 알제리에서 심각한 아랍인들의 반란을 진압했다.
프랑스 목표는 박닌이었으며, 강력한 청나라 정규군인 광서군의 병력이 주둔하고 있는 곳이었다. 박닌의 청나라 사령관은 광서순무인 서연욱(徐延旭)이었다. 서연욱은 고령에다, 건강도 좋지 않아 랑선에 머물렀으며, 휘하의 청나라군 작전 참모인 황계란(黃桂蘭)과 조옥(趙沃)에게 위임하고 있었다. 각각 안휘군과 호남군의 참전 용사였던 황계란과 조옥은 협력을 거부했다. 청나라는 박닌 주변에 약 20,000명의 병력을 보유하고 있었다. 청나라군의 절반은 박닌 남서쪽 만다린 로드에 배치되었다. 나머지 절반은 박닌 동쪽의 쭝선(Trung Sơn)과 답꺼우(Đáp Cầu) 고지에 배치해서, 남쪽에서 접근하는 적으로부터 박닌을 보호하고, 푸껌(Phú Cẩm)과 답꺼우(Đáp Cầu)에서 타이응우옌과 랑선으로 가는 중요한 강을 건너는 것을 담당했다.

## 원정

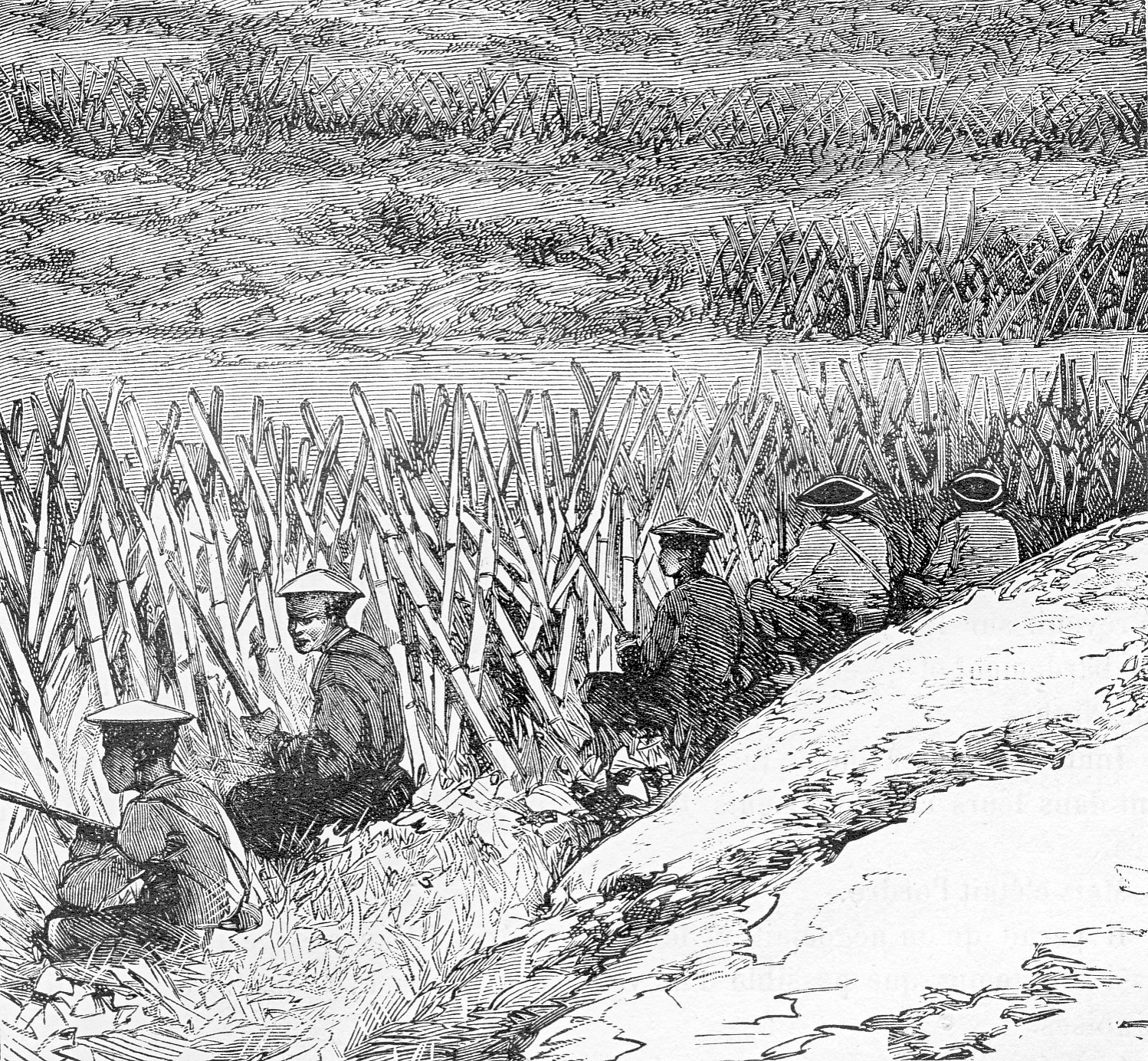
박닌 남서쪽의 만다린 로드에 배치된 청군. 밀로는 청나라 주력 진지를 우회해서, 남동쪽에서 박닌을 기습했다

프랑스군의 원정은 도보 진격이었다. 청나라군의 사기는 낮았으며, 유영복은 자신의 경험 많은 흑기군을 위험에 빠뜨리지 않으려고 몸을 사리고 있었다. 프랑스군은 3월 12일 남동쪽에서 박닌을 공격하는데 완전히 성공했다. 3월 첫째 주, 밀로는 브리에르 드 리즐 장군의 1여단을 하노이에, 드 네그리에 장군의 2여단을 하이즈엉에 집결시켰다. 두 여단은 모두 따로 박닌으로 진격해서, 전장에서 만나기로 했다. 밀로는 박닌을 점령하는 것뿐만 아니라 광서군을 전멸시키기를 바라고 있었다. 그의 계획은 만다린 로드를 따라 청나라 진지를 우회하여, 박닌의 남동쪽에서 청나라 좌익을 공격하는 것이었다. 이 계획에서 결정적인 요소는 드 보몽(de Beaumont) 함장이 지휘하는 포함 선단을 이끌고 답꺼우와 푸껌에서 박닌의 북쪽에 있는 강 건널목을 점령하는 것이었다. 이것은 랑선과 타이응우옌으로 퇴각하는 광서군의 퇴로를 차단하기 위함이었다.
3월 6일, 1여단은 하노이 북부의 홍강 서안에 집결했다. 다음 날 3월 7일, 5,000명의 전투병과 4,500명의 베트남인 치중대가 홍강을 뚫고 나왔다. 80m 너비의 라피데 운하(Canal des Rapides) 남쪽 강둑을 따라 행군을 했고, 청나라군은 공격할 수 없는 위치였다. 여단은 만다린 로드를 따라 청나라군을 측면에서 공격했다. 3월 9일, 그들은 잠 마을에 도달했다. 같은 날, 포함 에끌레르(Éclair)와 트롬브(Trombe)가 합류했다. 이 포함은 운하를 건널 부교를 건설하는데 필요한 재료를 가지고, 하이즈엉에서 거슬러 항해해 온 것이다. 3월 10일, 여단은 라피데 운하(Canal des Rapides)를 연결했고, 3월 11일에는 북쪽 둑을 건너, 박닌의 남동쪽으로 20km 떨어진 치(Chi) 마을에서 야영을 했다.
1여단이 박닌의 남서쪽으로 청나라군의 측면을 공격하는 동안, 드 네그리에의 2여단은 타이빈과 꺼우강의 교차점에서 하이즈엉에서 셋파고드(Sept Pagodes)로 진격했다.
3월 8일, 여단은 꺼우강의 남안을 따라 전진하여 네오우(Ne Ou)와 도선(Do Son)의 청나라 전진기지를 공격했다. 여단 일부는 청나라를 정면에서 묶어두었고, 풀랑(Phủ Lạng)에 있는 청나라 진지 뒤에 있는 포함으로 강력한 병력이 상륙했다. 퇴로가 위험하다는 것을 알아채고, 청나라군은 네오우와 도선 요새를 버리고 박닌으로 퇴각했다. 2여단은 청나라 요새를 점령하고 치의 1여단과 손을 잡기 위해 전선을 남서쪽으로 확장했다.

## 박닌 전투

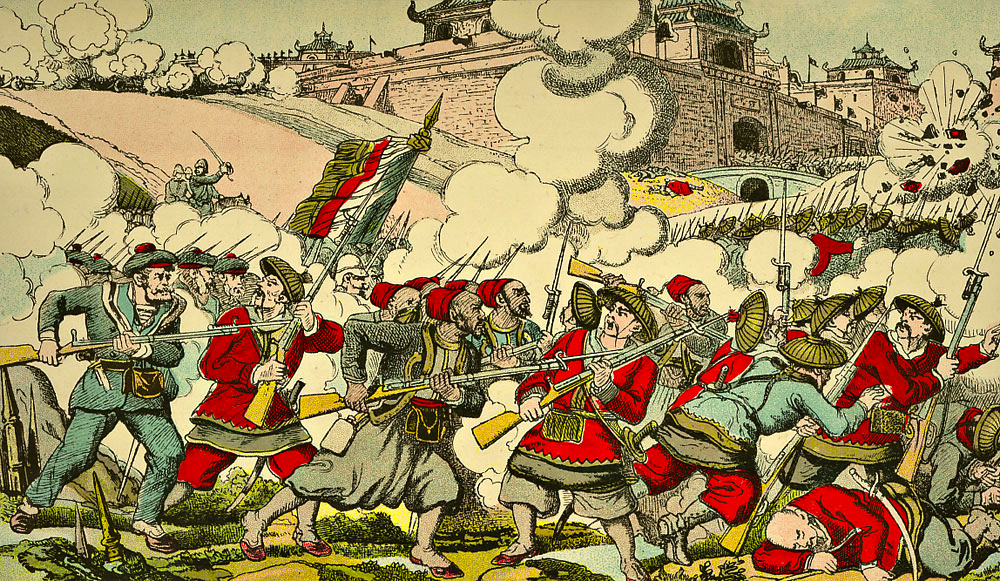
박닌의 저격병과 해병대, 1884년 3월 12일

3월 12일, 프랑스 연합 여단이 박닌의 남동쪽에 있는 광서군 진지를 공격했다. 좌익에서는 고동의 투르크병(Godon's Turcos)과 1여단 해병대 보병 소속의 코로나가 쭝선 고지에서 청나라군을 몰아냈다. 우익에서는 드 네그리에가 이끄는 2여단의 외인부대와 보병 대원이 끄로이 기독교 마을(쑤언호아라고도 알려짐) 주변에 있던 청나라 진지를 점령했다. 쭝선의 청나라군들은 프랑스에 맞서기 위한 시도를 거의 하지 않았고, 브리에르 드 리즐의 군대가 그들에게 오기 전에 그들의 요새를 버렸다. 2여단과 마주한 청나라군은 더욱 굳건한 싸움을 벌여 프랑스군이 총검으로 끄로이를 덮칠 수밖에 없었다. 드 네그리에는 대대 143 소대와 외인부대 2대대로 끄로이를 공격했다. 프랑스군은 적 진지에서 250m 이내에 접근할 때까지 발포하지 말라는 명령을 받았다. 공격하는 2개 대대는 청나라군의 포화를 받으며 마을 앞 논두렁의 허리 높이 물살을 헤치고 정해진 거리까지 나아갔다. 그런 다음 그들은 적의 사격을 격퇴시키는 몇 차례의 훈련된 일제사격을 했다. 이후 마다가스카르의 정복자가 된 자끄 듀센 대령은 그들을 이끌고 청나라 진지를 공격했다. 프랑스군은 짧은 백병전 끝에 마을로 침입했고, 청나라군은 무질서하게 퇴각했다.
드 네그리에의 보병이 끄로이(Keroi) 주변에서 교전을 하는 동안, 드 보몽의 포함은 꺼우강(Sông Cầu)에서 랑브이(Lạng Bưởi)에 일제 엄호사격을 퍼부었고, 답꺼우(Đáp Cầu)와 푸껌(Phú Cẩm)을 향해 강 상류로 항해했다. 16시 직전에, 2여단의 보병과 선단의 해병대 경보병은 박닌의 동쪽인 답꺼우에 거의 동시에 도착했다. 드 네그리에는 외인부대 2대대와 23대대에게 답꺼우 고지의 중요한 청나라군 요새를 강습하라고 명령을 내렸다. 그러나 드 보몽의 해병대 경보병이 먼저 도착하여 요새를 점령했다. 답꺼우 고지에 프랑스군이 모습을 드러내자, 광서군 좌익의 사기는 떨어졌다. 랑선으로 향하는 퇴각로가 위협을 받자, 끄로이, 랑브이와 답꺼우에서의 요새는 쉽게 점령되었고, 정확한 포병대 포격이 이뤄졌다. 이제 2여단과 맞서고 있던 대부분의 청나라군의 유일한 관심사는 프랑스군이 퇴각로를 끊기 전에 랑선으로 탈출하는 것이었다. 이 지경에 이르자 전장에서 저항하던 청나라 전열은 완전히 무너졌다. 한편, 광서군 좌익의 무질서한 퇴각으로 우익은 박닌의 남쪽에 놓였으며, 브리에르 드 리즐로부터 받은 강공으로 인해 사기가 저하되어 극심한 위험에 빠져버렸다. 우익을 지휘하는 장군들은 청나라 전선이 왼쪽에서 끊어진 것을 보았고, 더 이상 이 요새에 머무르면 포위당할 것임을 깨달았다. 그들은 즉시 퇴각해서 박닌과 북쪽으로 가는 도로로 안전하게 향했다. 17시, 답꺼우 고지에서 놀랄만한 광경이 프랑스군을 맞이했다. 박닌 성채 안에 있는 팔각탑에서 청나라 깃발이 여전히 날리고 있었지만, 도시와 답꺼우와 쭝선 고지 사이에 있는 박닌 평야는 박닌 쪽으로 퇴각로가 완전히 끊기기 전에 공황 상태에서 탈출하는 도망치는 청나라군으로 가득 차 있었다.
드 네그리에의 부대는 이른 저녁에 박닌을 점령하였고, 대량의 탄약과 전투 중에 한 발도 발사되지 않은 수많은 신품 크루프 대포를 접수했다. 브리에르 드 리즐의 1여단과 함께 쭝선에서 오고 있는 밀로 장군을 기다리지 않고, 드 네그리에는 박닌에 입성하여 마을을 확보했다. 그러나 청나라군을 완전히 포위하겠다는 밀로 장군의 희망은 실현되지 못했다. 답꺼우의 청나라 후위대는 대부분의 청나라군이 박닌을 통해 북쪽으로 가서 꺼우강 북안으로 탈출할 수 있을만큼 오랫동안 네그리에의 보병과 싸워 주었다. 한편, 드 보몽의 선단은 랑브이에 일제 사격을 퍼붓고 꺼우강까지 거슬러 답꺼우까지 올라갔지만, 다른 청나라군의 포격으로 푸껌으로 전진을 늦추었다. 그 결과 프랑스군은 타이응우옌과 랑선으로 가는 길을 끊어 청나라군의 탈출을 막을 수 없었다.

## 추격
그럼에도 불구하고, 밀로는 놀라운 승리를 거두었고 통킹 원정대는 청나라군을 적극적으로 추격했다. 브리에르 드 리즐은 3월 19일에 타이응우옌까지 진격하여 청나라, 베트남과 흑기군의 연합 부대를 물리쳤다. 3월 15일, 드 네그리에는 풀랑트엉에서 황계란의 후위대를 물리치고 광서군의 편대를 껩까지 추격했다. 밀로의 명령에 따라, 두 여단 사령관은 박닌으로 귀환했고, 드 네그리에는 3월 20일에, 브리에르 드 리즐은 3월 24일 직후 박닌으로 돌아왔다.
통킹 원정군 병사들에게 드 네그리에는 박닌 원정의 영웅이었다. 그들은 3월 12일 저녁 밀로 장군의 허락을 기다리지 않고 네그리에게 박닌으로 돌아온 것을 즐겼다. 박닌 원정 이후 군인들은 밀로와 2명의 여단 사령관에게 냉송적인 베트남식 별명을 지어주었다. 돌격 에너지로 존경받았던 드 네그리에는 마오렌(Maolen, 빨리!)이 되었다. 드 네그리에에 의해 박닌에서 한방 맞은 브리에르 드 리즐은 만만(Mann Mann, 천천히!)이었다. 드 네그리에에게 청나라군의 추적을 껩에서 중단시켰으며, 병사들의 눈에는 랑선으로 진격한 것을 막은 밀로 장군은 또이또이(Toi Toi, 중지!)가 되었다.

## 결과 및 영향

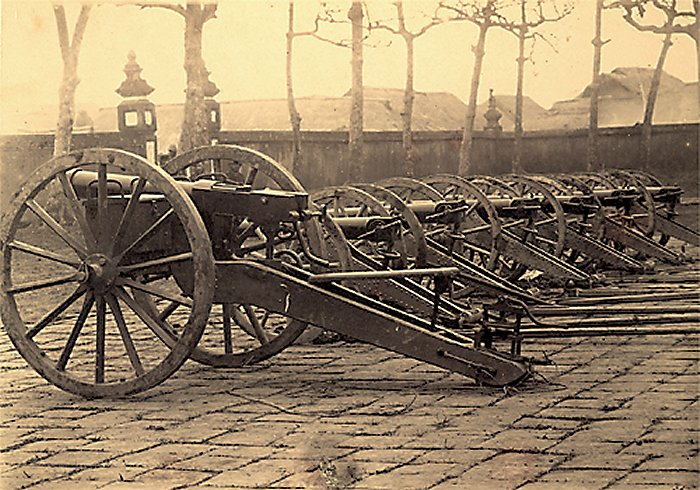
박닌에서 접수한 청나라군 대포

박닌 원정에서 프랑스군 사상자는 9명이 사망하고, 39명이 부상을 입었다. 청나라군 사상자는 약 100명의 사망자와 400명의 부상자를 기록했다.
박닌에서 광서군의 패배는 서태후를 상당히 당혹하게 했고, 청나라 내부의 주전파에게 심각한 충격을 주었다. 3개월 전만 해도, 선떠이에서 유영복의 흑기군이 맹렬히 싸워 프랑스군에게 수 많은 사상자를 내게 했었다. 박닌에서 대부분의 청나라군이 도망쳤다. 비참한 결과에 분노한 서태후는 청나라 여러 고위 관료들을 처벌했다. 광서와 운남의 총독인 서정욱과 당형(唐炯)은 그들의 직위에서 해임되었다. 박닌에서의 전투에서 패배한 서정욱과 당시 흥호아를 점령하고 있으면서 그를 지원하러 오지 않았던 운남군을 이끄는 당형에게 책임을 물었던 것이었다. 현장 지휘관 황계란과 조옥도 수치를 당했다. 자신의 불명예를 예상한 황계란은 3월 14일 랑선에서 자살했다. 진득귀(陳得貴)와 당민선(黨敏宣)이라는 두명의 지휘관은 5월 26일 랑선에서 부대 앞에서 참수당했다.
선떠이에 가을이 가까워져 오고, 박닌에서의 패배는 프랑스와 전면전을 주장하는 장지동이 이끄는 극단적인 청류파의 신용을 일시적으로 하락시켰고, 청나라 조정의 온건파의 입지를 강화시켰다. 1884년 봄, 흥호아와 타이응우옌의 점령을 포함하여 프랑스의 또 다른 성공은 서태후에게 청나라가 협상을 해야한다는 사실을 확신시켰으며, 5월 프랑스와 청나라 사이에 협정이 성립되었다. 협상은 톈진에서 이루어졌다. 중국 온건파 지도자인 이홍장은 청나라를 대표했고, 프랑스 전함 볼타(Volta)의 함장 프랑수아 에르네 푸르니에 대위가 프랑스를 대표했다. 1884년 5월 11일에 톈진 협약이 체결되어 프랑스와 청나라 간의 무역과 상업적 세부 사항을 마무리했다. 베트남과의 분쟁 국경을 해결하는 포괄적인 조약을 대가로 청나라군이 통킹에서 철수하기로 협의되었다.

## 원정 책임자

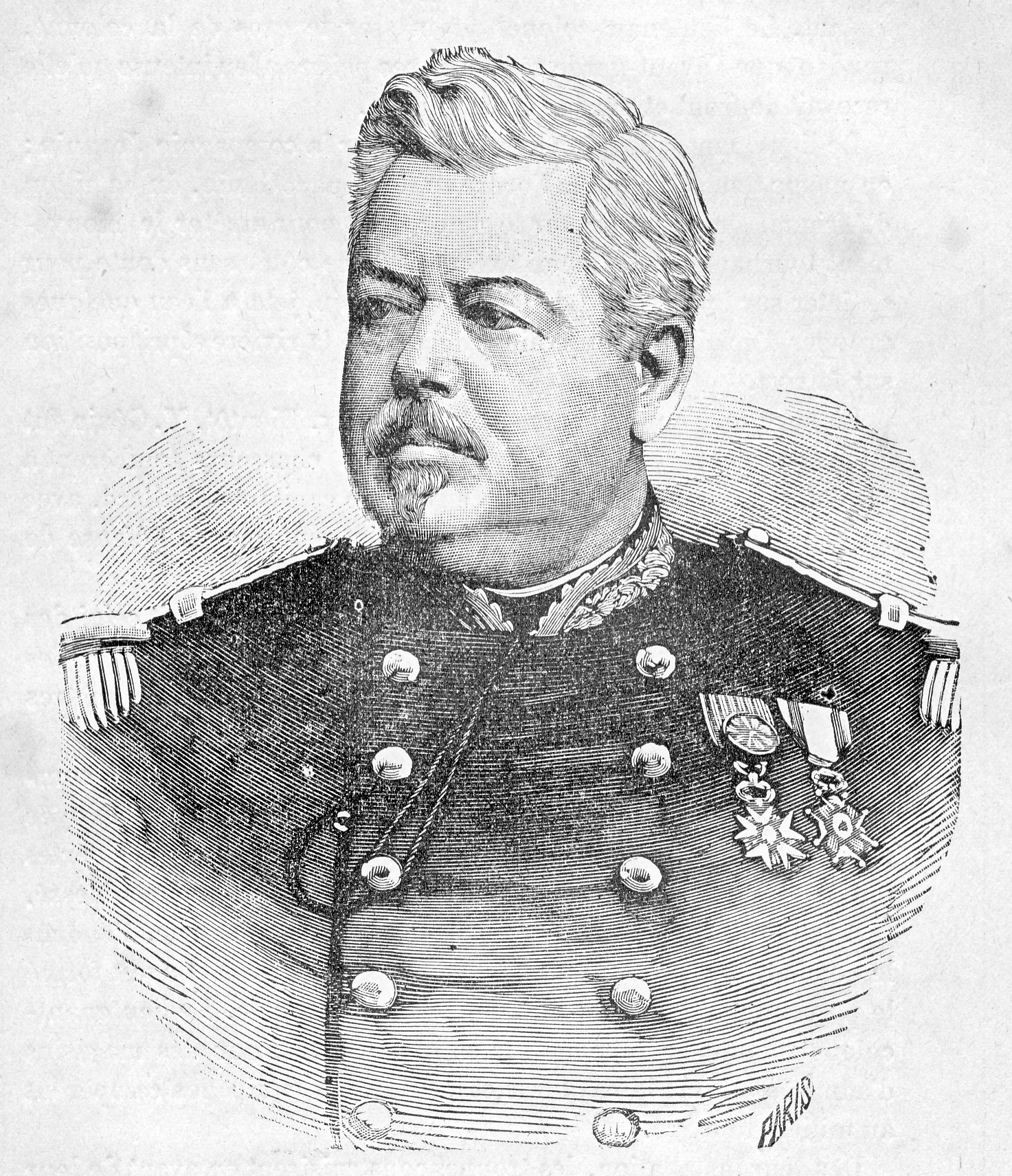
샤를 테오도르 밀로 장군 (1829–89)
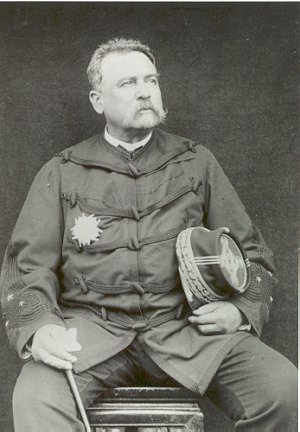
루이 브리에르 드 리즐 장군(1827–96)
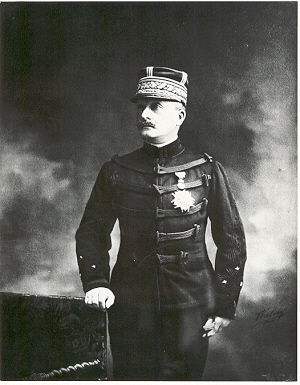
프랑수아 드 네그리에 장군(1842–1913)

## 참고자료
- Ardent de Picq, General, Histoire d'une citadelle annamite: Bac-ninh (Bulletin des Amis du Vieux Hué, 1935)
- Bourde, P., De Paris au Tonkin (Paris, 1885)
- Challan de Belval, Au Tonkin (Paris, 1904)
- Grisot and Coulombon, La légion étrangère de 1831 à 1887 (Paris, 1888)
- Hocquard, C., Une campagne au Tonkin (Paris, 1892)
- Huard, La guerre du Tonkin (Paris, 1887)
- Lecomte, J., La vie militaire au Tonkin (Paris, 1893)
- Lonlay, Dick de, Au Tonkin, 1883–1885: récits anecdotiques (Paris, 1886)
- Lung Chang [龍章], Yueh-nan yu Chung-fa chan-cheng [越南與中法戰爭, Vietnam and the Sino-French War] (Taipei, 1993)
- Maury, A., Mes campagnes au Tong-King (Lyons, undated)
- Nicolas, Livre d'or de l'infanterie de la marine (Paris, 1891)
- Thomazi, Histoire militaire de l'Indochine française (Hanoi, 1931)
- Thomazi, A., La conquête de l'Indochine (Paris, 1934)